# Opisthoncus bellus
Opisthoncus bellus är en spindelart som först beskrevs av Karsch 1878.  Opisthoncus bellus ingår i släktet Opisthoncus och familjen hoppspindlar. Inga underarter finns listade i Catalogue of Life.